# Pityeja fulvida
Pityeja fulvida là một loài bướm đêm trong họ Geometridae.